# Доззелл, Андре
Андре Доззелл (англ. Andre Dozzell; род. 2 мая 1999 года, Ипсвич) — английский футболист, полузащитник клуба «Куинз Парк Рейнджерс».

## Карьера
Доззелл является воспитанником футбольного клуба «Ипсвич Таун». 16 апреля 2016 года дебютировал в главной команде в поединке против «Шеффилд Уэнсдей», выйдя на замену после перерыва и забив гол в первом профессиональном поединке на 71-й минуте.
Участник чемпионата Европы по футболу 2015 среди юношей до 17 лет. Провёл на турнире четыре встречи, вместе с командой вышел в четвертьфинал. Победитель чемпионата Европы 2017 года среди юношей до 19 лет. На турнире сыграл четыре встречи, в том числе и финальную, во всех выходил в стартовом составе.